# Eleccions al Parlament del Regne Unit de 2019
Les eleccions generals britàniques del 2019 es van celebrar el 12 desembre de 2019, per tal de triar els 650 diputats de la Cambra dels Comuns del Regne Unit, dos anys i mig després de les eleccions generals del 2017.
Per bé que el Fixed-term Parliaments Act 2011 (FTPA) hagués fixat les pròximes eleccions per al 2022, ja es preveien eleccions anticipades respecte de la fi natural del mandat, que hauvien de dur-se a terme a finals del 2019 o a l'inici del 2020, a causa del punt mort derivat del Brexit i la consegüent pèrdua de la majoria del govern en la Cambra dels Comuns. Després d'haver esdevingut Primer Ministre el juliol de 2019, Boris Johnson va fer tres temptatives infructuoses d'obtenir els dos terços de vot requerit per convocar les eleccions anticipades. Un mitjà alternatiu per garantir les eleccions ha estat a través de l'aprovació d'un projecte de llei específic, més curt, proposat pels partits de l'oposició l'octubre del 2019, que sols requereix majoria absoluta.

## Resultats

Mapa on cada circumscripció electoral té la mateixa grandària amb el color del partit guanyador

Amb una participació del 67,1% els conservadors, que obtenen els millors resultats a Gal·les i el nord d'Anglaterra que van votar a favor de la sortida del Regne Unit de la Unió Europea en el referèndum de 2016, guanyen les eleccions amb el 43,4% del vot i un creixement de l'1,2%, aconseguint la major victòria des de la dècada de 1980 enfront dels laboristes, que obtenen en 32,6% caient el 7,9%, els seus pitjors resultats des de 1932 i els liberal demòcrates amb l'11,2% i una pujada del 4,1% i el Partit Nacional Escocès amb el 3.9% i una pujada del 0,9%.
A Escòcia, el Partit Nacional Escocès va aconseguir la victòria en 48 de les 59 circumscripcions.
|                      |                                           |            |       |       |        |      |  |  |  |
| Partit               | Partit                                    | Vots       | %     | +/-   | Escons | +/-  |  |  |  |
|                      | Partit Conservador                        | 13.996.451 | 43,60 | ▲ 1,2 | 365    | ▲ 48 |  |  |  |
|                      | Partit Laborista                          | 10.295.907 | 32,20 | 7,9   | 202    | 60   |  |  |  |
|                      | Liberal Demòcrates                        | 3.696.423  | 11,50 | ▲ 4,2 | 11     | 1    |  |  |  |
|                      | Partit Nacional Escocès                   | 1.242.380  | 3,90  | ▲ 0,9 | 48     | ▲ 13 |  |  |  |
|                      | Partit Verd                               | 865.697    | 2,70  | ▲ 1,1 | 1      | =    |  |  |  |
|                      | Partit del Brexit                         | 642.323    | 2,00  | Nv.   | 0      | =    |  |  |  |
|                      | Partit Unionista Democràtic               | 244.127    | 0,80  | 0,1   | 8      | 2    |  |  |  |
|                      | Sinn Féin                                 | 181.853    | 0,60  | 0,2   | 7      | =    |  |  |  |
|                      | Plaid Cymru                               | 153.265    | 0,50  | =     | 4      | =    |  |  |  |
|                      | Partit de l'Aliança d'Irlanda del Nord    | 134.115    | 0,40  | ▲ 0,2 | 1      | ▲ 1  |  |  |  |
|                      | Partit Socialdemòcrata i Laborista        | 118.737    | 0,40  | ▲ 0,1 | 2      | ▲ 2  |  |  |  |
|                      | Partit Unionista de l'Ulster              | 93.123     | 0,30  | =     | 0      | =    |  |  |  |
|                      | Partit de Yorkshire                       | 29.201     | 0,10  | =     | 0      | =    |  |  |  |
|                      | Partit de la Independència del Regne Unit | 22.817     | 0,10  | 1,8   | 0      | =    |  |  |  |
|                      | Altres partits                            |            |       | -     | 0      | =    |  |  |  |
|                      | Independents                              |            |       |       | 0      | 1    |  |  |  |
|                      | President de la cambra                    | 26.831     | 0,10  | -     | 1      | =    |  |  |  |
|                      |                                           |            |       |       |        |      |  |  |  |
| Vots vàlids          |                                           |            |       |       |        |      |  |  |  |
| Vots en blanc i nuls |                                           |            |       |       |        |      |  |  |  |
| Total                | Total                                     |            | 100   | -     | 650    | =    |  |  |  |
| Abstencions          |                                           |            |       |       |        |      |  |  |  |
| Cens / participació  | Cens / participació                       | 47.587.254 | 67,30 |       |        |      |  |  |  |